# 鄧志昂

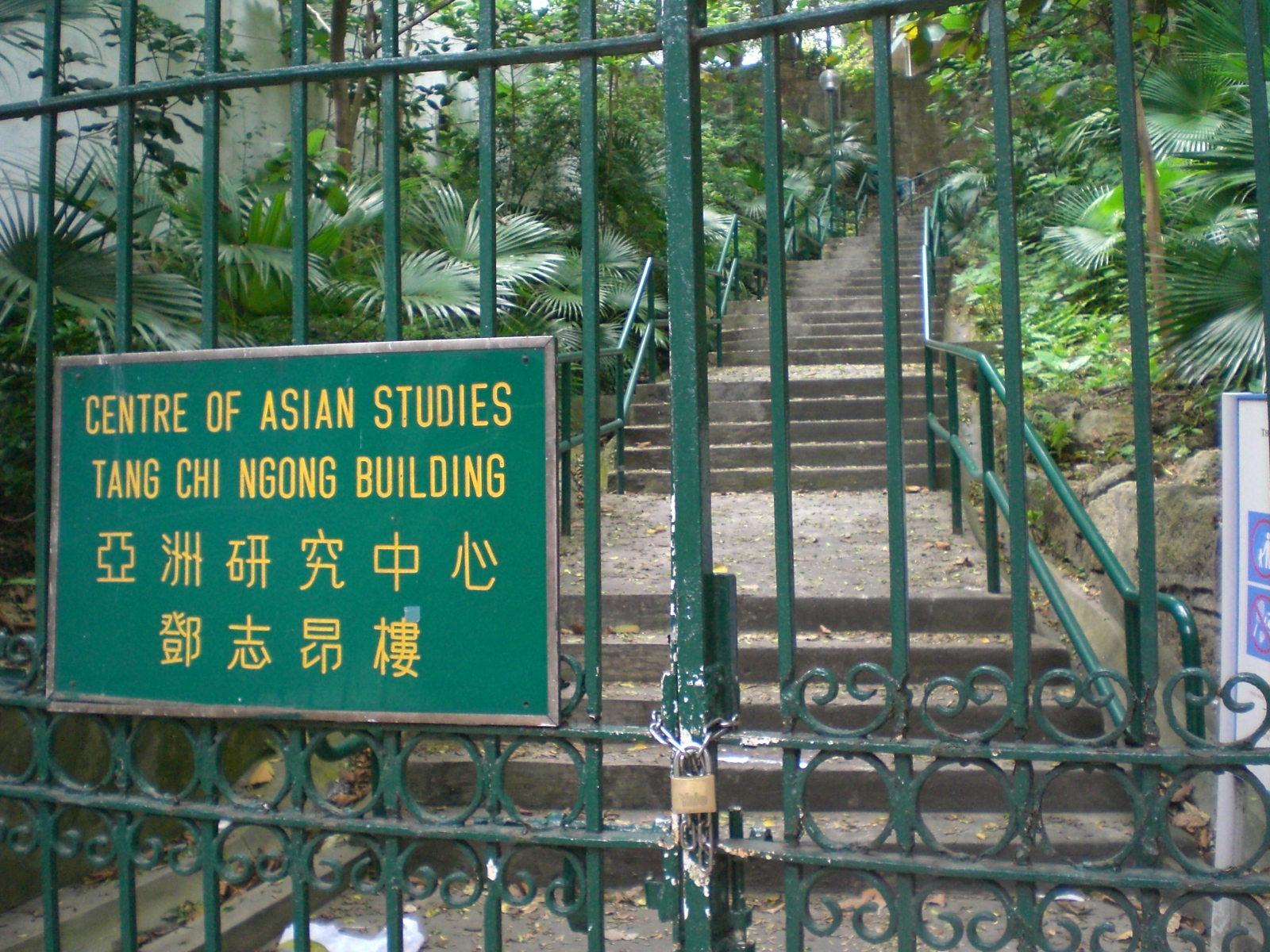
香港大學鄧志昂樓般咸道入口，鄰近英皇書院。

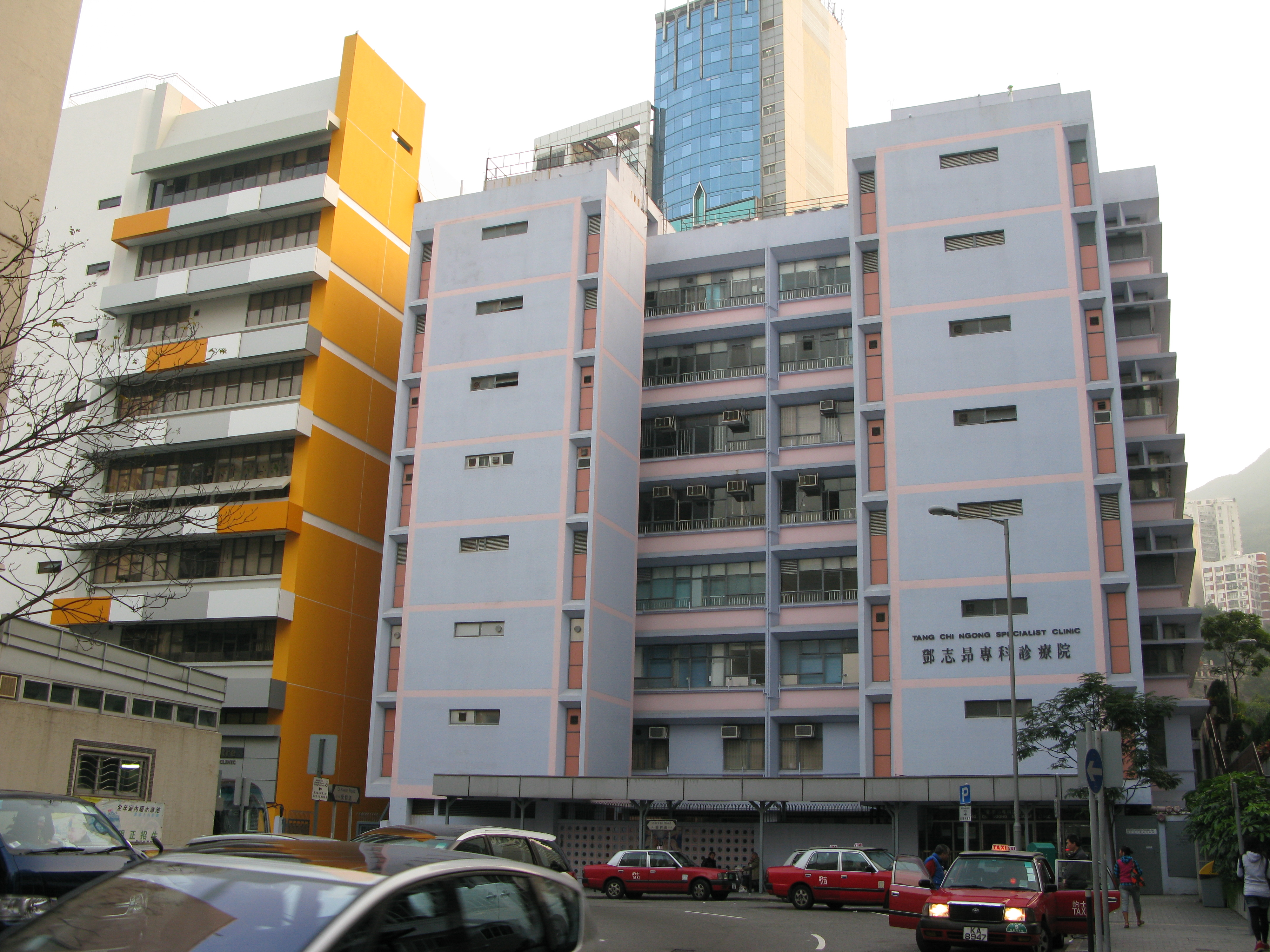
位於灣仔摩理臣山的鄧志昂專科診療院。

鄧志昂，JP（1872年—1932年），香港名人，祖籍廣東佛山市南海區九江鎮，以經商致富，獨資創辦鄧天福銀號。鄧志昂是鄧肇堅的父親，鄧志昂家族之首。

## 生平
鄧志昂於1905年任東華醫院主席，成為慈善家，所以獲港府授予太平紳士之名譽。
鄧志昂支持中文教育。並協助香港大學開設中文本科課程及創辦中文學院，校方將中文學院的大樓命名為「鄧志昂樓」以作紀念。

## 以其命名的事物
- 鄧志昂樓：位於香港大學內
- 鄧志昂專科診療所：位於灣仔皇后大道東284號
- 鄧志昂母嬰健康院：位於鄧志昂專科診療所內